# Wilfried Dziallas

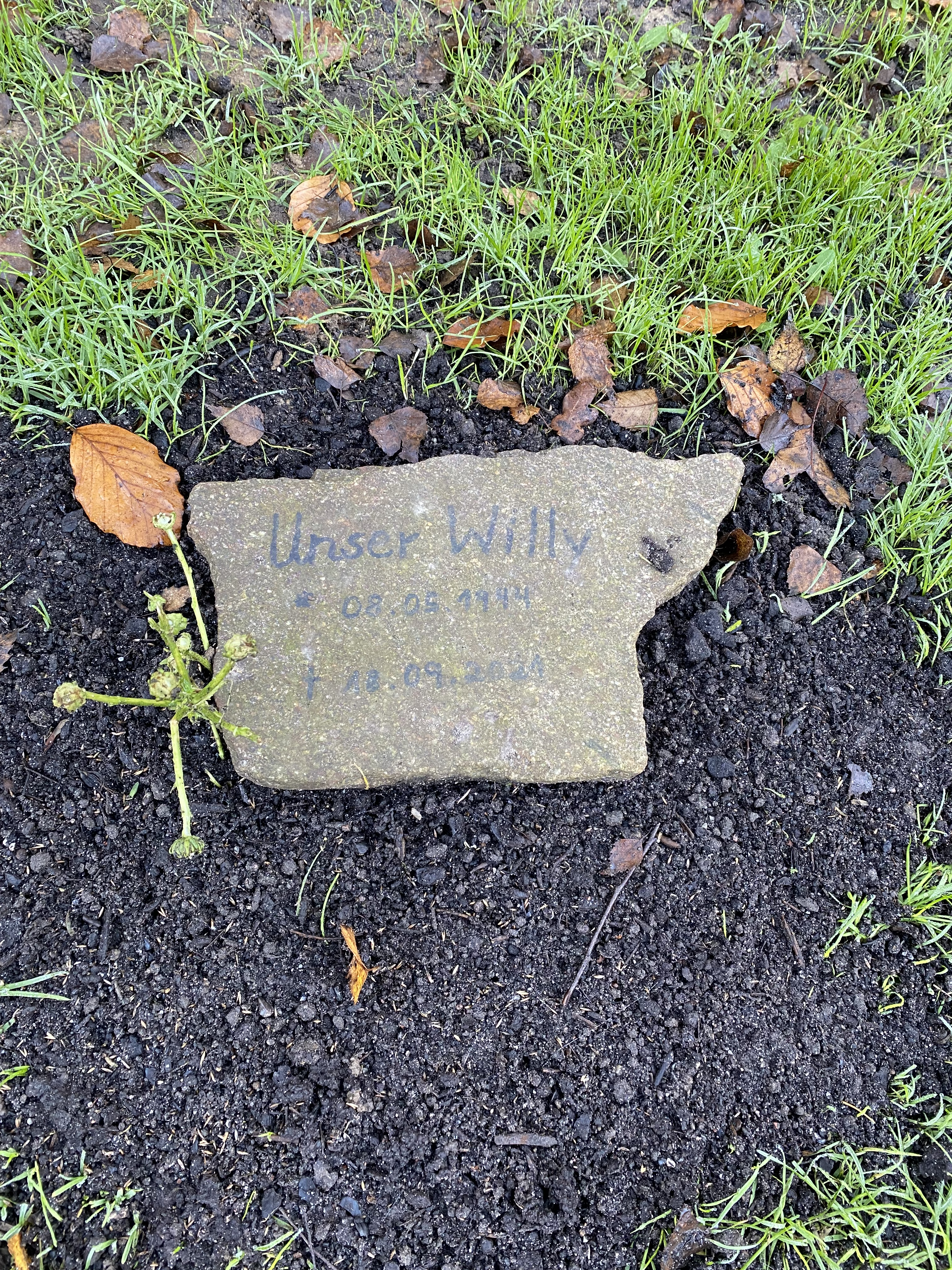
Die Grabstätte von Wilfried Dziallas auf dem Friedhof Ohlsdorf (2021)

Wilfried Dziallas (* 8. Mai 1944 in Hamburg; † 18. September 2021 ebenda) war ein deutscher Schauspieler, Hörspielsprecher und Regisseur.
Neben zahlreichen niederdeutschen Bühnen- und Hörfunkarbeiten wie bei Radio Bremen und dem Hamburger Ohnsorg-Theater war er in Fernsehserien häufig in Nebenrollen als Polizist zu sehen. In der Serie Großstadtrevier besetzte er für einige Staffeln eine der Hauptrollen als Revierleiter Bernd Voss.

## Leben
Dziallas entdeckte früh sein Talent als Schauspieler. Nach dem Schulbesuch machte er jedoch zunächst eine Lehre als Groß- und Außenhandelskaufmann. Während seiner Tätigkeit als Gewerkschafter knüpfte er Kontakte zu US-Amerikanern und ging mit 21 Jahren nach Utah. In den USA studierte er Schauspiel und Regie u. a. bei Jack Lemmon. Später besuchte er die Staatliche Hochschule für Musik und darstellende Kunst in Hamburg.
Dziallas arbeitete in Hamburg auch wieder als Kaufmann und war als freier Schauspieler und Regisseur tätig. 1982 gründete er mit Christian Seeler und anderen die freie Theaterproduktion „Die Maske“, die in einer Spielstätte mit 100 Plätzen in Hamburg-Eimsbüttel Selbstinszeniertes und fremde Produktionen auf die Bühne brachte. Als 1986 ein Regisseur des Ohnsorg-Theaters erkrankt war, sprang Dziallas ein und seine Inszenierung des Stücks Kramer Kray wurde ein beachteter Erfolg. Er blieb beim Ohnsorg-Theater, erst als Gast und später als festes Ensemblemitglied. Dort zunächst als Regisseur tätig, war er auch bald als Schauspieler zu sehen und fungierte als Oberspielleiter und Bühnenautor.
Daneben war er auch in vielen Fernsehserien und Fernsehfilmen sowie im Kino zu sehen, oder war Sprecher in zahlreichen Hörspielen.
Wilfried Dziallas lebte in seiner Heimatstadt Hamburg. Er starb im September 2021 im Alter von 77 Jahren trotz Impfung an den Folgen einer COVID-19-Erkrankung. Beigesetzt wurde Dziallas auf dem Friedhof Ohlsdorf.

## Filmografie (Auswahl)
- 1988: Sturzflug (Fernsehfilm)
- 1990: Die spanische Fliege (Ohnsorg-Theater, Fernsehaufzeichnung)
- 1990: Wenn der Hahn kräht (Regie, Ohnsorg-Theater, Fernsehaufzeichnung)
- 1990: Zaster, Zoff und die Rezurzen (zweiteiliger Fernsehfilm)
- 1992: Der rote Unterrock (auch Regie, Ohnsorg-Theater, Fernsehaufzeichnung)
- 1992: Einer zahlt immer (Fernsehfilm)
- 1992: Pension Sonnenschein (Ohnsorg-Theater, Fernsehaufzeichnung)
- 1993: Die Bombe tickt (zweiteiliger Fernsehfilm)
- 1993: Frankie, Jonny & die anderen (Spielfilm)
- 1993: Manda Voss wird 106 (Ohnsorg-Theater, Fernsehaufzeichnung)
- 1993: W.P. Anders, Jugendgerichtshelfer (vierteilige Miniserie)
- 1994–1996: Alles außer Mord (Serie, drei Folgen)
- 1994: Freunde fürs Leben (Serie, sieben Folgen)
- 1994–2003: girl friends – Freundschaft mit Herz (Serie, 43 Folgen)
- 1994: Unschuldsengel (Fernsehfilm)
- 1995: Herzklabastern (Fernsehfilm)
- 1995: Nicht von schlechten Eltern – Alle lieben Philipp (Serie)
- 1995: Schlag 12 (Fernsehfilm)
- 1995: Stubbe – Von Fall zu Fall: Stubbe sieht rot (Fernsehfilm)
- 1995: Tatort – Der König kehrt zurück (Fernsehreihe)
- 1996: Männerpension (Spielfilm)
- 1996: Nach uns die Sintflut (Fernsehfilm)
- 1996: Adelheid und ihre Mörder – Die schöne Lydia (Serie)
- 1996: Freier Fall (Fernsehfilm)
- 1996–1997: Neues vom Süderhof (Serie, 19 Folgen)
- 1996: Unsere Mutter wird 'ne Diva (Ohnsorg-Theater, Fernsehaufzeichnung)
- 1997–2001: Alphateam – Die Lebensretter im OP (Serie, vier Folgen)
- 1997: Die Gang – Das Netz (Serie)
- 1997: Die Metzger (Fernsehfilm)
- 1998: Anja, Bine und der Totengräber (Kurzfilm)
- 1998: Der Campus (Spielfilm)
- 1998–2000: Die Cleveren (Serie, zwei Folgen)
- 1998: Lisa Falk – Eine Frau für alle Fälle – Tödlicher Freispruch (Serie)
- 1998: Schlange auf dem Altar (Fernsehfilm)
- 1998: Adelheid und ihre Mörder – Schuß in den Ofen (Serie)
- 1998: Alles wird gut (Fernsehfilm)
- 1998: Wiedersehen in Palma (Fernsehfilm)
- 1998–2001: Zwei Männer am Herd (Serie, acht Folgen)
- 1999: Bett und Frühstück (Ohnsorg-Theater, Fernsehaufzeichnung)
- 1999: Die Kinder vom Alstertal – Hexe in der Klemme (Serie)
- 1999: Einfach Klasse! (dreiteilige Miniserie)
- 1999: Ein Hansen zuviel (Ohnsorg-Theater, Fernsehaufzeichnung)
- 1999: Einsatz Hamburg Süd – Der Geier (Serie)
- 1999: Evelyn Hamanns Geschichten aus dem Leben (Serie, drei Folgen)
- 2000: Am Ende siegt die Liebe (Fernsehfilm)
- 2000: Herr im Haus (Kurzfilm)
- 2000: In aller Freundschaft – Hallo Schwester (Serie)
- 2000: Mordkommission – Ohne Nebenwirkungen (Serie)
- 2000: Stundenhotel
- 2000: Zoom (Spielfilm)
- 2001: Die Pfefferkörner – Vivi Einstein (Serie)
- 2001: Ein mörderischer Plan (Fernsehfilm)
- 2001: Polizeiruf 110 – Die Frau des Fleischers (Fernsehreihe)
- 2002: Broti & Pacek – Irgendwas ist immer – Dr. Love (Serie)
- 2002: Der Ermittler – Schöner Tod (Serie)
- 2002: Die Rettungsflieger – Voller Überraschungen (Serie)
- 2002: Ein Fall für zwei – Mitten ins Herz (Serie)
- 2002: Polizeiruf 110 – Vom Himmel gefallen (Fernsehreihe)
- 2002: liegen lernen (Spielfilm)
- 2003: Der wahre Jakob (Ohnsorg-Theater, Fernsehaufzeichnung)
- 2003: Hallo Robbie! (Serie)
- 2003: Der Mörder ist unter uns (Fernsehfilm)
- 2003: Adelheid und ihre Mörder – Die Todes-Datei (Serie)
- 2003: Adelheid und ihre Mörder – Katzenjammer (Serie)
- 2004–2017: Großstadtrevier (Polizeiserie, 60 Folgen)
- 2004: Alinas Traum (Fernsehfilm)
- 2004: Das Geld liegt auf der Bank (als Regisseur, Fernsehproduktion)
- 2005: Das Zimmermädchen (Fernsehfilm)
- 2005: Kanzleramt – Geheimsachen (Serie)
- 2005: Noch einmal lieben (Fernsehfilm)
- 2005: Polizeiruf 110 – Resturlaub
- 2005: Kanzleramt – Geheimsachen
- 2005: Pension Schöller (Fernsehfilm)
- 2006: Der Seehund von Sanderoog (Fernsehfilm)
- 2006: Da kommt Kalle – Schatzräuber (Serie)
- 2006: Kühe lächeln mit den Augen (Kurzfilm)
- 2006: Tatort – Schwarzes Herz
- 2006: Der falsche Tod (Fernsehfilm)
- 2006: Kühe lächeln mit den Augen (Kurzfilm)
- 2006: In aller Freundschaft – Für immer (Serie)
- 2007: Im Gehege (Fernsehfilm)
- 2007: Beim nächsten Kind wird alles anders (Fernsehfilm)
- 2007: Frühstück bei Kellermanns (Fernsehfilm)
- 2008: Der Landarzt – Festgefahren (Serie)
- 2008: Die Anwälte – Glauben (Serie)
- 2008: Dorfpunks (Kinofilm)
- 2008: Edgar (Kurzfilm)
- 2009: Ein Dorf schweigt (Fernsehfilm)
- 2009: SOKO Wismar – Auf und davon (Serie)
- 2009: Notruf Hafenkante – Die große Versuchung (Serie)
- 2009: Bella Block: Vorsehung (Krimireihe)
- 2010: Garmischer Bergspitzen (Fernsehfilm)
- 2010: SOKO Stuttgart – Abgestempelt (Serie)
- 2011: Tiere bis unters Dach – Wie die Wildsau (Serie)
- 2011: Werner – Eiskalt! (Kinofilm)
- 2011: Die Rosenheim-Cops – Alles Schwindel (Serie)
- 2011: Tiere bis unters Dach – Bienenstich (Serie)
- 2012: In aller Freundschaft – Schwere Stunden (Serie)
- 2012: Allerleirauh (Fernsehfilm, Sechs auf einen Streich)
- 2012: SOKO 5113 – Ausgekocht (Serie)
- 2013–2016: Herzensbrecher – Vater von vier Söhnen
- 2015: Notruf Hafenkante – Ringo, Kim und Sidney
- 2016: Ostfriesisch für Anfänger (Kinofilm)
- 2017: SOKO Wismar – In Versuchung (Serie)
- 2018: Jennifer – Sehnsucht nach was Besseres (Serie)
- 2019: Familie Dr. Kleist – Heiraten für Fortgeschrittene (Serie)

## Theaterrollen
- 1990–2016: Ohnsorg-Theater, Hamburg
- 2008: Ernst-Deutsch-Theater, Hamburg

## Hörspiele (Auswahl)
Dziallas arbeitete nicht nur als Sprecher, er führte auch Regie.
Quelle: ARD-Hörspieldatenbank – Die Hörspiele sind, soweit verfügbar, chronologisch nach der Erstsendung aufgelistet.
- 1993: Wolfgang Sieg: Lütt (Hans Rathjen) – Regie: Jochen Schütt (RB/NDR) – Erstsendung: 19. Apr. 1993 (niederdeutsch)
- 1993: Dirk Josczok: Chiffre, Chiffre (Mann) – Regie: Hans Helge Ott (RB) – Erstsendung: 16. Aug. 1993
- 1994: Wolfram Rosemann: Leev – oder woans dat heet (Paul) – Regie: Ursula Hinrichs (RB/NDR) – Erstsendung: 2. Mai 1994 (niederdeutsch)
- 1994: Erich R. Andersen: Arvschop, verdreihte (Dieter) – Regie: Jochen Schütt (RB/NDR) – Erstsendung: 16. Mai 1994 (niederdeutsch)
- 1994: Peter Bendixen: De Tip-Hannel oder: Mien Mann is in Sizilien (Friedrich-Wilhelm Tegel) – Regie: Hans Helge Ott (RB/NDR) – Erstsendung: 27. Juni 1994 (niederdeutsch)
- ?: Angela Gerrits: Tintenfisch und Rolli (1. Teil: Der Soundkartentrick) (Vater von Nicole und Steffen) – Regie: Hans Helge Ott (NDR) – Erstsendung: 13. Nov. 1994
- ?: Angela Gerrits: Tintenfisch und Rolli (2. Teil: Ein bombensicheres Alibi) (Vater von Steffen und Nicole) – Regie: Hans Helge Ott (NDR) – Erstsendung: 18. Dez. 1994
- 1994: Konrad Hansen: Gröten ut Marbello (Manfred) – Regie: Ursula Hinrichs (RB/NDR) – Erstsendung: 26. Dez. 1994 (niederdeutsch)
- ?: Angela Gerrits: Tintenfisch und Rolli (3. Teil: Ein abgekartetes Spiel) (Vater von Steffen und Nicole) – Regie: Hans Helge Ott (NDR) – Erstsendung: 15. Jan. 1995
- ?: Angela Gerrits: Tintenfisch und Rolli (5. Teil: Ein anonymer Hinweis) (Vater von Steffen und Nicole) – Regie: Hans Helge Ott (NDR) – Erstsendung: 12. Mär. 1995
- 1995: Erich R. Andersen: Nachtzug (Chef) – Regie: Hans Helge Ott (RB/NDR) – Erstsendung: 20. Mär. 1995 (niederdeutsch)
- 1995: Hugo Rendler: Hein Höpken will sien Süster Annemie to'n Geburtsdag graleern (Hein Höpken) – Regie: Hans Helge Ott (RB/NDR) – Erstsendung: 15. Mai 1995 (niederdeutsch)
- 1995: Hans Henny Jahnn: Dat Verspreken – Regie: Edgar Bessen (RB/NDR) – Erstsendung: 26. Juni 1995 (niederdeutsch)
- 1995: Georg Bühren: Voss un Wulf (Voss) – Regie: Jochen Schütt (RB/NDR) – Erstsendung: 10. Juli 1995 (niederdeutsch)
- 1995: Peter Bendixen: De Poppenspeeler – Regie: Wilfried Dziallas (RB/NDR) – Erstsendung: 21. Aug. 1995 (niederdeutsch)
- 1995: Ernst-Otto Schlöpke: Spargelspitzen (Max) – Regie: Ursula Hinrichs (RB/NDR) – Erstsendung: 9. Sep. 1995 (niederdeutsch)
- 1995: Johann Diedrich Bellmann: Jan un Lene (Wirt) – Regie: Jochen Schütt (RB/NDR) – Erstsendung: 16. Dez. 1995 (niederdeutsch)
- 1995: Alexander Adolph, Alexander Stever: Flohmarkt – Regie: Hans Helge Ott (RB/SWF) – Erstsendung: 10. Jan. 1996
- ?: Bodo Schirmer: Dat Eiland (Okko) – Regie: Wolfgang Schenck (RB/NDR) – Erstsendung: 13. Jan. 1996 (niederdeutsch)
- ?: Hans-Hinrich Kahrs: Güstern is all meist vörbi (Peter) – Regie: Edgar Bessen (RB/NDR) – Erstsendung: 9. Mär. 1996 (niederdeutsch)
- ?: Konrad Hansen: Nix geiht mehr (Hans-Herbert) – Regie: Jochen Schütt (RB/NDR) – Erstsendung: 23. Mär. 1996 (niederdeutsch)
- 1996: Erich R. Andersen: Trinidad (Erik) – Regie: Jochen Schütt (RB/NDR) – Erstsendung: 18. Mai 1996 (niederdeutsch)
- 1996: Konrad Hansen: Nachtstück (Max) – Regie: Hans Helge Ott (RB/NDR) – Erstsendung: 7. Sep. 1996 (niederdeutsch)
- 1996: Angela Gerrits: Die Strandpiraten (1. Teil) (Ole Harms) – Regie: Hans Helge Ott (NDR/WDR/DLR Berlin) – Erstsendung: 13. Okt. 1996
- 1996: Hans-Hinrich Kahrs: Alleen in sick sülvst (Hein Grau) – Regie: Jochen Schütt (RB/NDR) – Erstsendung: 2. Nov. 1996 (niederdeutsch)
- 1996: Angela Gerrits: Die Strandpiraten (2. Teil) (Ole Harms) – Regie: Gottfried von Einem (NDR/WDR/DLR Berlin) – Erstsendung: 17. Nov. 1996
- 1996: Angela Gerrits: Die Strandpiraten (3. Teil) (Ole Harms) – Regie: Alex Neumann (NDR/WDR/DLR Berlin) – Erstsendung: 15. Dez. 1996
- 1996: Angela Gerrits: Die Strandpiraten (4. Teil) (Ole Harms) – Regie: Christiane Ohaus (NDR/WDR/DLR Berlin) – Erstsendung: 12. Jan. 1997
- 1996: Angela Gerrits: Die Strandpiraten (5. Teil) (Ole Harms) – Regie: Holger Rink (NDR/WDR/DLR Berlin) – Erstsendung: 16. Feb. 1997
- 1996: Erhard Brüchert: De halve Fischermann – Regie: Wilfried Dziallas (NDR/RB) – Erstsendung: 22. Feb. 1997 (niederdeutsch)
- 1997: Peter Bendixen: Zander – oder: Buten un binnen (Inspektor Blöcker) – Regie: Edgar Bessen (RB/NDR) – Erstsendung: 5. Apr. 1997 (niederdeutsch)
- 1997: Werner Brüggemann: Danz op'n Regenbagen (Gustaf) – Regie: Hans Helge Ott (RB/NDR) – Erstsendung: 4. Okt. 1997 (niederdeutsch)
- 1997: Bernhard Gleim: Der Pirat im Schrank (Pirat Don Alfonso Maria de Ariaga) – Regie: Hans Helge Ott (RB) – Erstsendung: 18. Jan. 1998
- 1998: Angela Gerrits: Großstadtindianer (1. Teil: Der Seriendieb) – Regie: Hans Helge Ott (NDR/WDR) – Erstsendung: 18. Okt. 1998
- 1998: Erich R. Andersen: Boss dröppt Boss (Dr. Groth) – Regie: Edgar Bessen (RB/NDR) – Erstsendung: 31. Okt. 1998 (niederdeutsch)
- 1998: Angela Gerrits: Großstadtindianer (2. Teil: Ein Anruf zuviel) – Regie: Hans Helge Ott (NDR/WDR) – Erstsendung: 22. Nov. 1998
- 1998: Bodo Schirmer: Eenmal Camping, jümmer Camping (Hans) – Regie: Frank Grupe (RB/NDR/Jochen Schütt) – Erstsendung: 12. Dez. 1998 (niederdeutsch)
- 1998: Angela Gerrits: Großstadtindianer (3. Teil: Der Aufräumer) – Regie: Hans Helge Ott (NDR/WDR) – Erstsendung: 20. Dez. 1998
- 1998: Ernst-Otto Schlöpke: Footstappen (Buer Wilken) – Regie: Hans Helge Ott (RB/NDR/Jochen Schütt) – Erstsendung: 23. Jan. 1999 (niederdeutsch)
- 1998: Rüdiger Grothues: Muh! (Schlachter Störpeter) – Regie: Hans Helge Ott (RB/Holger Rink) – Erstsendung: 12. Feb. 1999
- 1999: Peter Bendixen: Halvtiet (Fritz Kröger) – Regie: Jochen Schütt (RB/NDR/Jochen Schütt) – Erstsendung: 20. Mär. 1999 (niederdeutsch)
- 1998: Angela Gerrits: Großstadtindianer (5. Teil: Anzeige gegen Unbekannt) (Jans Vater) – Regie: Hans Helge Ott (NDR/WDR) – Erstsendung: 21. Mär. 1999
- 1998: Rüdiger Grothues: Schock! (Schlachter Störpeter) – Regie: Hans Helge Ott (RB) – Erstsendung: 24. Apr. 1999
- 1999: Henning Niemeyer-Lemke: Der Mond ist auf – Regie: Hans Helge Ott (RB/NDR/Jochen Schütt) – Erstsendung: 1. Mai 1999 (niederdeutsch)
- 1999: Heinz von der Wall: Een heel netten Avend (Peter Petersen) – Regie: Ursula Hinrichs (RB/NDR/Jochen Schütt) – Erstsendung: 10. Juli 1999 (niederdeutsch)
- 1999: Hans-Hinrich Kahrs: Dat Glück kummt dör dat Telefon (Menno) – Regie: Hans Helge Ott (RB/NDR/Jochen Schütt) – Erstsendung: 24. Juli 1999 (niederdeutsch)
- 1999: Konrad Hansen: Twee Minschenkinner (Hans Burmester) – Regie: Frank Grupe (NDR/RB) – Erstsendung: 8. Nov. 1999 (niederdeutsch)
- 1999: Henning Pawel: Das Geheimnis der Satanseiche (Förster Artur Rosenstock) – Regie: Hans Helge Ott (RB/NDR/Barbara Asbeck) – Erstsendung: 14. Nov. 1999
- 1999: Freddie Frinton: Abendeten för Een (Hannes) – Regie: Hans Helge Ott (RB/Gesine Kellermann) – Erstsendung: 31. Dez. 1999 (niederdeutsch)
- 2000: Norbert Johannimloh: Judith van Mönster (Droste) – Regie: Georg Bühren (RB/NDR/Jochen Schütt) – Erstsendung: 22. Jan. 2000 (niederdeutsch)
- 2000: Werner Brüggemann: Help – Regie: Hans Helge Ott (RB/NDR/Jochen Schütt) – Erstsendung: 19. Feb. 2000 (niederdeutsch)
- 2000: Frank Grupe: Wenn ... (Erzähler) – Regie: Hans Helge Ott (RB/NDR/Jochen Schütt) – Erstsendung: 18. Mär. 2000 (niederdeutsch)
- 2000: Carl Groth: Juana (Sudmann) – Regie: Frank Grupe (RB/NDR/Jochen Schütt) – Erstsendung: 11. Nov. 2000 (niederdeutsch)
- 2001: Erich R. Andersen: Alfa, Beta, Gamma – Omikron (Autor) – Regie: Jochen Schütt (RB/NDR/Jochen Schütt) – Erstsendung: 3. Mär. 2001 (niederdeutsch)
- 2001: Eckhard Mieder, Lena Jana Krajewski, Antje Rademacker: Wahrheit / Splitter (Kioskbesitzer) – Regie: Holger Rink, Hans Helge Ott, Gottfried von Einem (RB/Holger Rink) – Erstsendung: 25. Mär. 2001
- 2001: Erich R. Andersen: De Penner un de Präsident (Penner) – Regie: Jochen Schütt (RB/NDR/Jochen Schütt) – Erstsendung: 18. Aug. 2001 (niederdeutsch)
- ?: Ernst-Otto Schlöpke: Opwarmte Arvensupp (Wilken) – Regie: Wilfried Dziallas (RB/NDR/Jochen Schütt) – Erstsendung: 15. Sep. 2001 (niederdeutsch)
- 2002: Hermann Otto: Havanna, Havanna, Zigarren, Zigarren (Hein) – Regie: Hans Helge Ott (RB/NDR) – Erstsendung: 24. Aug. 2002 (niederdeutsch)
- ?: Snorre Björkson: Een Nannskerl (Doktor) – Regie: Jochen Schütt (RB/NDR) – Erstsendung: 2. Nov. 2002 (niederdeutsch)
- 2002: Manfred Brümmer: SchnappSchuss – De Krimi op Platt – Graww in de Dannen (Lüder Andersen) – Regie: Hans Helge Ott (RB/NDR/Hans Helge Ott) – Erstsendung: 16. Nov. 2002 (niederdeutsch)
- 2002: Erich R. Andersen: SchnappSchuss – De Krimi op Platt – Sylter Arvschop (Lüder Andersen) – Regie: Frank Grupe (RB/NDR/Hans Helge Ott) – Erstsendung: 14. Dez. 2002 (niederdeutsch)
- 2002: Frank Grupe: SchnappSchuss – De Krimi op Platt – Sun in the City (Lüder Andersen) – Regie: Hans Helge Ott (RB) – Erstsendung: 11. Jan. 2003 (niederdeutsch)
- 2003: Frank Grupe: SchnappSchuss – De Krimi op Platt – Tweemal leven (Lüder Andersen) – Regie: Frank Grupe (RB/NDR) – Erstsendung: 8. Feb. 2003 (niederdeutsch)
- 2003: Snorre Björkson: SchnappSchuss – De Krimi op Platt – Kühleborn spöökt wedder (Lüder Andersen) – Regie: Georg Bühren (RB/NDR) – Erstsendung: 8. Mär. 2003 (niederdeutsch)
- ?: Rudolf Kollhoff: SchnappSchuss – De Krimi op Platt – Se seggen Fisch to em (Lüder Andersen) – Regie: Hans Helge Ott (RB) – Erstsendung: 14. Mär. 2003 (niederdeutsch)
- 2003: Peter Weingartner: De Iesen-Moritz (Gemeinderat) – Regie: Hans Helge Ott (RB/NDR) – Erstsendung: 28. Juni 2003 (niederdeutsch)
- 2003: Hermann Otto: Tebbe is doot (Tebbe) – Regie: Hans Helge Ott (RB/NDR) – Erstsendung: 1. Nov. 2003 (niederdeutsch)
- 2003: Carl Groth: SchnappSchuss – De Krimi op Platt – Leckspoor (Lüder Andersen) – Regie: Hans Helge Ott (RB/NDR) – Erstsendung: 24. Jan. 2004 (niederdeutsch)
- 2004: Frank Grupe: SchnappSchuss – De Krimi op Platt – De ole Villa (Lüder Andersen) – Regie: Hans Helge Ott (RB/NDR) – Erstsendung: 3. Apr. 2004 (niederdeutsch)
- 2004: William Shakespeare: Mittsommernachtsdröömen (Tetje Obermann, Bürgermeister von Albernhausen/Oberon) – Regie: Hans Helge Ott (RB/NDR) – Erstsendung: 24. Juli 2004 (niederdeutsch)
- 2004: Donald Barthelme: Der König (Der Gehängte) – Regie: Norbert Schaeffer (NDR) – Erstsendung: 2. Feb. 2005
- 2005: Wolfgang Sieg: Mullworpsdörp (Hackels) – Regie: Jochen Schütt (RB/NDR) – Erstsendung: 25. Juni 2005 (niederdeutsch)
- 2005: Gunda Wirschun: Jümmer Matthes (Großvater) – Regie: Ilka Bartels (RB/NDR) – Erstsendung: 17. Sep. 2005 (niederdeutsch)
- 2005: Jochen Schimmang: Een Maler kummt na Huus (Hans Harms, der „Fremde“) – Regie: Hans Helge Ott (RB/NDR) – Erstsendung: 12. Nov. 2005 (niederdeutsch)
- 2006: Charles Dickens: David Copperfield (Mr. Peggotty) – Regie: Annette Berger (HR) – Erstsendung: unbekannt
- 2005: Ernst-Otto Schlöpke: Alleen (Herrchen) – Regie: Hans Helge Ott (NDR/RB) – Erstsendung: 27. Jan. 2006 (niederdeutsch)
- 2006: Christa-Maria Zimmermann: Himmelsbande (1. Teil) (Kapitän) – Regie: Hans Helge Ott (NDR/BR) – Erstsendung: 12. Mär. 2006
- 2006: Christa-Maria Zimmermann: Himmelsbande (2. Teil) (Kapitän) – Regie: Hans Helge Ott (NDR/BR) – Erstsendung: 19. Mär. 2006
- 2006: Charles Dickens: Die Lebensgeschichte, Abenteuer, Erfahrungen und Beobachtungen David Copperfields (1. Teil) (Mr. Peggotty) – Regie: Annette Berger (HR) – Erstsendung: 15. Apr. 2006
- 2006: Charles Dickens: Die Lebensgeschichte, Abenteuer, Erfahrungen und Beobachtungen David Copperfields (2. Teil) (Mr. Peggotty) – Regie: Annette Berger (HR) – Erstsendung: 16. Apr. 2006
- 2006: Charles Dickens: Die Lebensgeschichte, Abenteuer, Erfahrungen und Beobachtungen David Copperfields (3. Teil) (Mr. Peggotty) – Regie: Annette Berger (HR) – Erstsendung: 17. Apr. 2006
- 2006: Charles Dickens: Die Lebensgeschichte, Abenteuer, Erfahrungen und Beobachtungen David Copperfields (4. Teil) (Mr. Peggotty) – Regie: Annette Berger (HR) – Erstsendung: 23. Apr. 2006
- 2005: Arthur Koestler: Menschenopfer unerhört (1. Teil: Ein spanisches Testament) (Wärter) – Regie: Norbert Schaeffer (NDR) – Erstsendung: 10. Mai 2006
- 2005: Arthur Koestler: Menschenopfer unerhört (2. Teil: Abschaum der Erde) (B32) – Regie: Norbert Schaeffer (NDR) – Erstsendung: 17. Mai 2006
- 2006: John Millington Synge: Een Held in'n Dörpskroog (Michael Fehling) – Regie: Hans Helge Ott (RB/NDR) – Erstsendung: 30. Sep. 2006 (niederdeutsch)
- 2006: Carl Groth: SchnappSchuss – De Krimi op Platt – Watervagel-Trip (Lüder Andersen) – Regie: Hans Helge Ott (RB/NDR) – Erstsendung: 11. Nov. 2006 (niederdeutsch)
- 2006: Dylan Thomas: Ünner den Melkwoold (Herr Beinker/4. Ertrunkener) – Regie: Hans Helge Ott (RB/NDR) – Erstsendung: 25. Nov. 2006 (niederdeutsch)
- ?: Hugo Rendler: SchnappSchuss – De Krimi op Platt – Videos (Lüder Andersen) – Regie: Hans Helge Ott (RB/NDR) – Erstsendung: 14. Sep. 2007 (niederdeutsch)
- 2007: Holger Janssen: De Reis mit den fleegen Hollänner (Matrose Pit) – Regie: Bernd Reiner Krieger (RB/NDR/Nordtour GmbH) – Erstsendung: 2. Feb. 2008 (Auftragsproduktion, mecklenburgisch)
- 2008: Matthias Wittekindt: Radio-Tatort – Tod eines Tauchers (Euler) – Regie: Norbert Schaeffer (NDR) – Erstsendung: 17. Dez. 2008
- 2009: Jochen Schimmang: De Füerpüster (Herr Strunde) – Regie: Hans Helge Ott (RB/NDR) – Erstsendung: 31. Jan. 2009 (niederdeutsch)
- 2009: John von Düffel: Radio-Tatort – Die Unsichtbare (Polizist, Bahnhofswache) – Regie: Christiane Ohaus (RB) – Erstsendung: 13. Mai 2009
- 2009: Rolf und Alexandra Becker: Dickie Dick Dickens. Kriminalsatire in 12 Episoden (1. Teil) (Streubenguss) – Regie: Hans Helge Ott, Wolfgang Seesko (RB) – Erstsendung: 22. Mai 2009
- 2009: Rolf und Alexandra Becker: Dickie Dick Dickens. Kriminalsatire in 12 Episoden (2. Teil) (Streubenguss) – Regie: Hans Helge Ott, Wolfgang Seesko (RB) – Erstsendung: 29. Mai 2009
- 2009: Rolf und Alexandra Becker: Dickie Dick Dickens. Kriminalsatire in 12 Episoden (3. Teil) (Streubenguss) – Regie: Hans Helge Ott, Wolfgang Seesko (RB) – Erstsendung: 5. Juni 2009
- 2009: Rolf und Alexandra Becker: Dickie Dick Dickens. Kriminalsatire in 12 Episoden (4. Teil) (Streubenguss) – Regie: Hans Helge Ott, Wolfgang Seesko (RB) – Erstsendung: 12. Juni 2009
- 2009: Rolf und Alexandra Becker: Dickie Dick Dickens. Kriminalsatire in 12 Episoden (5. Teil) (Streubenguss) – Regie: Hans Helge Ott, Wolfgang Seesko (RB) – Erstsendung: 19. Juni 2009
- 2009: Rolf und Alexandra Becker: Dickie Dick Dickens. Kriminalsatire in 12 Episoden (6. Teil) (Streubenguss) – Regie: Hans Helge Ott, Wolfgang Seesko (RB) – Erstsendung: 21. Juni 2009
- 2009: Manfred Briese: De Mafia is överall (Karl-Heinz Siefkes) – Regie: Hans Helge Ott (RB/NDR) – Erstsendung: 10. Okt. 2009 (niederdeutsch)
- 2009: Frank Grupe: SchnappSchuss – De Krimi op Platt – Halligstorm (Lüder Andersen) – Regie: Ilka Bartels (RB/NDR) – Erstsendung: 24. Okt. 2009 (niederdeutsch)
- 2009: Peter Weingartner: Twüschen Heven un Eer (Harm Harksen) – Regie: Hans Helge Ott (RB/NDR) – Erstsendung: 21. Nov. 2009 (niederdeutsch)
- 2009: Erhard Brüchert: Blauwaterseilen (Vater) – Regie: Hans Helge Ott (RB/NDR) – Erstsendung: 5. Dez. 2009 (niederdeutsch)
- 2010: Holger Janssen: Mann, Hermann! (Erzähler) – Regie: Hans Helge Ott (RB/NDR) – Erstsendung: 2. Jan. 2010 (niederdeutsch)
- 2010: John von Düffel: Radio-Tatort – Das fünfte Gebot (Streifenpolizist) – Regie: Christiane Ohaus (RB) – Erstsendung: 12. Mai 2010
- 2010: Carl Groth: SchnappSchuss – De Krimi op Platt – DNA ut Oklahoma – Regie: Wolfgang Seesko (RB/NDR) – Erstsendung: 3. Juli 2010 (niederdeutsch)
- 2010: Elisabeth Herrmann: Radio-Tatort – Schlick (Ladenbesitzer) – Regie: Sven Stricker (NDR) – Erstsendung: 15. Dez. 2010
- 2010: Jochen Schimmang: De Fru in'n Daak (Hauptkommissar Lammers) – Regie: Hans Helge Ott (RB/NDR) – Erstsendung: 18. Dez. 2010 (niederdeutsch)
- 2011: Carl Groth: Ölben siene Waterwesen (Freund Edu) – Regie: Ilka Bartels (NDR/RB) – Erstsendung: 1. Apr. 2011 (niederdeutsch)
- 2011: Dunja Arnaszus: Die letzte Schlacht – Regie: Heike Tauch (NDR) – Erstsendung: 17. Apr. 2011
- 2011: Hans Helge Ott: Düsse Petersens (1. Folge: Neue Heimat) (Hermann Petersen) – Regie: Hans Helge Ott (NDR/RB) – Erstsendung: 9. Sep. 2011 (niederdeutsch)
- 2011: Hartmut Cyriacks, Peter Nissen: Düsse Petersens (2. Folge: Familienzuwachs) (Hermann Petersen) – Hans Helge Ott (NDR/RB) – Erstsendung: 23. Sep. 2011 (niederdeutsch)
- 2011: Frank Grupe: Düsse Petersens (3. Folge: Misstöne) (Hermann Petersen) – Regie: Hans Helge Ott (NDR/RB) – Erstsendung: 7. Okt. 2011 (niederdeutsch)
- 2011: Hugo Rendler: Düsse Petersens (4. Folge: Urlaubsreif) (Hermann Petersen) – Regie: Hans Helge Ott (NDR/RB) – Erstsendung: 21. Okt. 2011 (niederdeutsch)
- 2011: Holger Janssen: Kolumbus op de Hallig (Erzähler) – Regie: Hans Helge Ott (RB/NDR) – Erstsendung: 6. Jan. 2012 (niederdeutsch)
- 2012: Helga Bürster: Ick kenn di nich (Dieter) – Regie: Frank Grupe (RB/NDR) – Erstsendung: 3. Aug. 2012 (niederdeutsch)
- 2012: Frank Grupe: Düsse Petersens (5. Folge: Silberstreifen) (Hermann Petersen) – Regie: Hans-Helge Ott (RB/NDR) – Erstsendung: 7. Sep. 2012 (niederdeutsch)
- 2012: Hans Helge Ott: Düsse Petersens (6. Folge: Baustellen) (Hermann Petersen) – Regie: Hans-Helge Ott (RB/NDR) – Erstsendung: 21. Sep. 2012 (niederdeutsch)
- 2012: Hugo Rendler: Düsse Petersens (7. Folge: Bereitschaft) (Hermann Petersen) – Regie: Hans-Helge Ott (RB/NDR) – Erstsendung: 5. Okt. 2012 (niederdeutsch)
- 2012: Hartmut Cyriacks, Peter Nissen: Düsse Petersens (8. Folge: Evakuiert) (Hermann Petersen) – Regie: Hans-Helge Ott (RB/NDR) – Erstsendung: 19. Okt. 2012 (niederdeutsch)
- 2012: Holger Janssen: De lange Reis nah Huus (Chronist) – Regie: Hans Helge Ott (RB/NDR) – Erstsendung: 4. Jan. 2013 (niederdeutsch)
- 2013: Sabine Stein: Radio-Tatort – Fördewind (Jan Quast) – Regie: Sven Stricker (NDR) – Erstsendung: 20. Apr. 2013
- 2013: Heinke Hannig: Swartsuer (Hermann Knall) – Regie: Hans Helge Ott (RB/NDR) – Erstsendung: 5. Juli 2013 (niederdeutsch)
- 2013: Hartmut Cyriacks, Peter Nissen: Düsse Petersens (9. Folge: Bieber Alarm) (Hermann Petersen) – Regie: Hans-Helge Ott (RB/NDR) – Erstsendung: 2. Aug. 2013 (niederdeutsch)
- 2013: Hugo Rendler: Düsse Petersens (10. Folge: Hip-Hop) (Hermann Petersen) – Regie: Hans-Helge Ott (RB/NDR) – Erstsendung: 16. Aug. 2013 (niederdeutsch)
- 2013: Frank Grupe: Düsse Petersens (11. Folge: S.O.S.) (Hermann Petersen) – Regie: Hans-Helge Ott (RB/NDR) – Erstsendung: 6. Sep. 2013 (niederdeutsch)
- 2013: Hans Helge Ott: Düsse Petersens (12. Folge: Üm de Eck) (Hermann Petersen) – Regie: Hans-Helge Ott (RB/NDR) – Erstsendung: 20. Sep. 2013 (niederdeutsch)
- 2013: Helga Bürster: Muuschmobil (Erwin Clausen) – Regie: Ilka Bartels (RB/NDR) – Erstsendung: 3. Jan. 2014 (niederdeutsch)
- 2013: Susanne Amatosero: ABCDE und ich (Bünabe) – Regie: Susanne Amatosero (NDR) – Erstsendung: 9. Mär. 2014
- 2014: Hartmut Cyriacks, Peter Nissen: Düsse Petersens (13. Folge: Salz des Lebens) (Hermann Petersen) – Regie: Hans Helge Ott (RB/NDR) – Erstsendung: 24. Aug. 2014 (niederdeutsch)
- 2014: Frank Grupe: Düsse Petersens (14. Folge: Eigene Wege) (Hermann Petersen) – Regie: Hans Helge Ott (RB/NDR) – Erstsendung: 7. Sep. 2014 (niederdeutsch)
- 2014: Hugo Rendler: Düsse Petersens (15. Folge: Seelenverwandt) (Hermann Petersen) – Regie: Hans Helge Ott (RB/NDR) – Erstsendung: 21. Sep. 2014 (niederdeutsch)
- 2014: Hans Helge Ott: Düsse Petersens (16. Folge: Schmerz lass nach!) (Hermann Petersen) – Regie: Hans Helge Ott (RB/NDR) – Erstsendung: 5. Okt. 2014 (niederdeutsch)
- 2014: Jochen Schimmang: So oder anners (Peter Saathoff) – Regie: Hans-Helge Ott (RB/NDR) – Erstsendung: 7. Dez. 2014 (niederdeutsch)
- 2015: Frank Grupe: Düsse Petersens (17. Folge: Der neue Nachbar) (Hermann Petersen) – Regie: Hans Helge Ott (RB/NDR) – Erstsendung: 13. Sep. 2015 (niederdeutsch)
- 2015: Hugo Rendler: Düsse Petersens (18. Folge: El condor pasa) (Hermann Petersen) – Regie: Hans Helge Ott (RB/NDR) – Erstsendung: 27. Juli 2015 (niederdeutsch)
- 2015: Hartmut Cyriacks, Peter Nissen: Düsse Petersens (19. Folge: Frühe Vögel) (Hermann Petersen) – Regie: Hans Helge Ott (RB/NDR) – Erstsendung: 11. Okt. 2015 (niederdeutsch)
- 2015: Hans Helge Ott: Düsse Petersens (20. Folge: Russische Mafia) (Hermann Petersen) – Regie: Hans Helge Ott (RB/NDR) – Erstsendung: 25. Okt. 2015 (niederdeutsch)
- 2015: Pedro Lenz: Der Goalie bin ich (Ulis Vater) – Regie: Susanne Amatosero (NDR) – Erstsendung: 2. Dez. 2015
- 2016: Kirsten Boie: Der Junge, der Gedanken lesen konnte (1. Teil) (Herr Schilinsky) – Regie: Hans Helge Ott (NDR) – Erstsendung: 29. Mai 2016
- 2016: Kirsten Boie: Der Junge, der Gedanken lesen konnte (2. Teil) (Herr Schilinsky) – Regie: Hans Helge Ott (NDR) – Erstsendung: 5. Juni 2016
- 2016: Hugo Rendler: Düsse Petersens (21. Folge: Mittwochstango) (Hermann Petersen) – Regie: Hans Helge Ott (RB/NDR) – Erstsendung: 11. Sep. 2016 (niederdeutsch)
- 2016: Frank Grupe: Düsse Petersens (22. Folge: Freigeister) (Hermann Petersen) – Regie: Hans Helge Ott (RB/NDR) – Erstsendung: 25. Sep. 2016 (niederdeutsch)
- 2016: Hartmut Cyriacks, Peter Nissen: Düsse Petersens (23. Folge: Geheimnisse) (Hermann Petersen) – Regie: Hans Helge Ott (RB/NDR) – Erstsendung: 9. Okt. 2016 (niederdeutsch)
- 2016: Hans Helge Ott: Düsse Petersens (24. Folge: Zucker) (Hermann Petersen) – Regie: Hans Helge Ott (RB/NDR) – Erstsendung: 23. Okt. 2016 (niederdeutsch)
- 2016: Heinz Strunk: Der goldene Handschuh (Erich Denningsen) – Regie: Martin Zylka (NDR) – Erstsendung: 27. Nov. 2016
- 2016: Rudolf Kollhoff: To'n Afscheed 'n Säuten (Bernhard Hansen, Karls Vater) – Regie: Hans Helge Ott (RB/NDR) – Erstsendung: 18. Jan. 2017 (niederdeutsch)
- 2016: Frank Schulz: Die Hexenbraut (Bauer 2) – Regie: Wolfgang Seesko (NDR) – Erstsendung: 4. Feb. 2017
- 2017: Hugo Rendler: Düsse Petersens (25. Folge: Goldrausch) (Hermann Petersen) – Regie: Ilka Bartels (RB/NDR) – Erstsendung: 30. Aug. 2017 (niederdeutsch)
- 2017: Hartmut Cyriacks, Peter Nissen: Düsse Petersens (26. Folge: See-Weh-Klagen) (Hermann Petersen) – Regie: Ilka Bartels (RB/NDR) – Erstsendung: 13. Sep. 2017 (niederdeutsch)
- 2017: Frank Grupe: Düsse Petersens (27. Folge: Überraschungen) (Hermann Petersen) – Regie: Ilka Bartels (RB/NDR) – Erstsendung: 27. Sep. 2017 (niederdeutsch)
- 2017: Hans Helge Ott: Düsse Petersens (28. Folge: Bildungsfragen) (Hermann Petersen) – Regie: Ilka Bartels (RB/NDR) – Erstsendung: 11. Okt. 2017 (niederdeutsch)
- 2017: Jochen Schimmang: Kommissar Remmers (1. Teil: Kunstraub in Angeloh) (Helmut Remmers) – Regie: Hans Helge Ott (RB/NDR) – Erstsendung: 3. Dez. 2017
- 2017: Jochen Schimmang: Kommissar Remmers (2. Teil: Peter Petersen is nich to faten) (Helmut Remmers) – Regie: Hans Helge Ott (RB/NDR) – Erstsendung: 16. Dez. 2017
- 2018: Frank Grupe: Düsse Petersens (29. Folge: Bornout) (Hermann Petersen) – Regie: Ilka Bartels (RB/NDR) – Erstsendung: 24. Aug. 2018 (niederdeutsch)
- 2018: Hartmut Cyriacks, Peter Nissen: Düsse Petersens (30. Folge: Schlagzeilen) (Hermann Petersen) – Regie: Ilka Bartels (RB/NDR) – Erstsendung: 7. Sep. 2018 (niederdeutsch)
- 2018: Hans Helge Ott: Düsse Petersens (31. Folge: Hertha allein zu Haus) (Hermann Petersen) – Regie: Ilka Bartels (RB/NDR) – Erstsendung: 21. Sep. 2018 (niederdeutsch)
- 2018: Frank Grupe: Düsse Petersens (32. Folge: Endlich Platt) (Hermann Petersen) – Regie: Ilka Bartels (RB/NDR) – Erstsendung: 5. Okt. 2018 (niederdeutsch)
- 2018: Johann Wolfgang von Goethe: Gretes Fuust (Chronist) – Regie: Hans-Helge Ott (RB/NDR) – Erstsendung: 9. Dez. 2018 (niederdeutsch)
- 2019: Hugo Rendler: Seker is seker (1. Folge: Mien Fründ, de Boom) (Arno Schulze-Rohrbach) – Regie: Ilka Bartels (RB/NDR) – Erstsendung: 20. Sep. 2019 (niederdeutsch)
- 2019: Jan Brandt: Gegen die Welt (Alfred Hamann/Wilfried Ennen/Musiklehrer etc.) – Regie: Sebastian Stern (DLR) – Erstsendung: 24. Mai 2020
- 2020: Holger Janssen: Robinson will nich nah' Huus – Regie: Ilka Bartels (RB/NDR) – Erstsendung: 27. Dez. 2020 (niederdeutsch)
- 2020: John Steinbeck: Jenseits von Eden (3. Folge der achtteiligen Hörspielserie) (Doktor Tilson) – Regie: Christiane Ohaus (NDR) – Erstsendung: 21. Apr. 2021
- 2020: John Steinbeck: Jenseits von Eden (6. Folge der achtteiligen Hörspielserie) (Doktor Tilson) – Regie: Christiane Ohaus (NDR) – Erstsendung: 12. Mai 2021

### Weitere Hörspiele
- 2009: Takasi Yukawa: Die drei ??? – Die Rache der Samurai – Folge 145